# رودخانه قویق
 رودخانه قویق  (در عربی:  نهر قویق الحلبی ) . این (نهر) رودخانه در شهر حلب سوریه قرار دارد.
نام حلب، بر اولین بار در تاریخ، در سال (۲۵۳۰) قبل از میلاد ذکر شده‌است، هنگامی که (ریموش الأکادی بن سرجون) به آن چیره شد وپادشاه حلب (لوکال) به اسارت گرفت. در آن دوران شهر حلب دارای ۱۵ دروازه بود، که در حال حاضر ۵ دروازه از آن‌ها باقی‌مانده‌است، و به شرح زیر می‌باشد:
- دروازهٔ قنسرین.
- دروازهٔ انطاکیه.
- دروازهٔ المقام.
- دروازهٔ النصر.
- دروازهٔ الجنان. این دروازه در تلفض عامیان (باب جنین) نیز خوانده می‌شود. دروازهٔ جنان رو به روی باغ‌های حلب باز می‌شده‌است، و در جلو آن «رودخانه قویق» روان است.[۱][۲]

گویند: در دوران قدیم تمام آب‌های شهر حلب از این نهر تأمین می‌شده‌است، و۵۰۰ سال پیش نام این نهر در کتب تاریخ نویسان آمده‌است. چنانکه مؤرخ یونانی: «اکستوفون» نام نهر را (نهر خالس) نامیده‌است، همچنین با نام‌های (شالیس) و (کالوس) نیز نوشته شده‌است.

## آب نهر قویق
در فصل زمستان آب «رودخانه قویق» زیاد می‌شود، أما در فصل تابستان می‌یابد. در دوران حکمرانی ملوک متعاقب در این شهر زیبا ساختمان‌های وکاخ‌های مجلل در دو طرف مجرای نهر ساخته بودنده أند و آب نهر از میان کاخ‌های ملوک رومانی که بر این شهر حکمران بودند می‌گذشته‌است. همچنان بازارها ومعبدهایی نیز در اطراف نهر ساخته بودند که هنوز آثار بعضی از آن‌ها باقی‌مانده‌است.

## مجرای نهر قویق
نهر قویق از شهر عینتاب در کشور ترکیه سر چشمه می‌گیرد، و در حدود ۱۲۹ کیلومتر جریان دارد، که ۱۱۰ کیلومتر آن در خاک‌های سوریه روان است، ومابین دو روستای:(الوضیحی) و روستای(الحاضر) می‌گذرد سپس در منطقهٔ (المضخ) می‌ریزد. 

## نام قویق
کلمهٔ : قویق (قواق) یک کلمهٔ ترکی است بمعنای (الحُور) که نام درختی است که در دو طرف مجرای نهر کاشته شده‌است.
اما شاعر «أبُوالعُلاء» مخالف این قول است، و می‌بیند که نام «قویق» تَصغیر (قاق) است، یعنی: «الغُراب» به فارسی:(کلاغ) است، چنانکه می‌گوید:
| فَقَویق فی أعیُن القَومُ بحرٌ |  | وحَصاةُ منه نظیر ثبیر |

وثبیر بمعنای الغراب یعنی (کلاغ) است.
أما اولین ظهور نام (قویق) در أدبیات عربی در آیام دولت طولونیه (۸۳۵ _ ۸۸۴) در دوران حکم ترک‌ها بر حلب بوده‌است، جنانکه شاعر البحتری (۸۲۰ - ۸۹۷) می‌سراید:
| یابرقُ أسفر عن «قویق» فطرّتیْ |  | حلب، فأعلی القصر من بطیاسِ  |
| فیها لعلوة مصطاف و متربع   |  | من بانقوسا و بابلی و بطیاسِ |
| أمدُّ یدی لأخذ الکأس من رشأٍ  |  | وحجتی کلها فی حامل الکاسِ   |

أما بعلت کم شدن آب نهر قویق در فصل تابستان، سبب می‌شد که بوی بد وزنندای از  رودخانه قویق  صادر شود، لذا در أیام حکم سلاطین ایوبی وممالیک و بعد هم سلاطین عثمانی قسمتی از آب (نهر الساجور) بوسیلهٔ قناتی به این نهر کشاندند، همچنین در بعضی اوقات نیز قسمتی از آب چشمه‌های (حیلان) و (چشمه التل) و (عین البیضاء) با ساختن جدولی از سنگ ساروج به نهر قویق آروده بودند.
در سال ۷۱۲ هجری قمری بدستور (سیف الدین سودی) قنالی بطول ۱۵ کیلومتر از (نهر الساجور) به سوی (نهر قویق) کشیده می‌شود، و در حدود (۸۰۰) هزار درهم هزینه ساخت آن قنال می‌شود، أما در نهایت این کار را به اتمام نمی‌رسد، چنانکه یکی از منجمان ادعاء می‌کند، هرآن کس آب از نهر (الساجور) به نهر (قویق) برساند ناگهان می‌میرد، سیف الدین سودی هم از ترس مرگ کار قنال کشی را متوقف می‌کند. 
أما بعد از اینکه حکم حلب بدست (أمیر سیف الدین أرغون الدوادار) افتاد، در سال ۷۳۱ هجری قمری بدستور وی کار قنال را از سر گرفته می‌شود، و آب از (نهر الساجور) به نهر قویق می‌رسد. همچنین هنگام ورود آب (الساجور) به نهر (قویق) أمیر أرغون وسایر وزراء ومردم حلب در کنار نهر قویق در استقبال آب نهر الساجور بودند. در این میان شاعر وقاضی (شرف الدین الحسینی) نیز در بین حضور بودند و این شعر را سرودند:
| أما أتی «نهر الساجور» قلت له |  | ماذا التأخر من حین الی حینِ     |
| فقال: أخرنی ربی لیجعلنی      |  | من بعض معروف «سیف الدین أرغون» |

در حدود ۲۰۰ سال آب نهر الساجور در نهر قویق می‌ریخته‌است. أما در أثر جنگ‌های متعاقب که در منطقه و در بین ملوک الطوایف رخ می‌داده‌است، قنال آب نهر الساجور رو به خرابی می‌رود، تا اینکه در جنگی که در سال ۱۵۱۶ میلادی در (مرج دابق) رخ داد و منجر به زوال دولت ممالیک شراکسه شد، وسلطان (قانصو الغوری) شکست خورد، قنال آب نهر الساجور به کلی خراب شد، و برای همیشه آب متوقف شد.

## نگارخانه

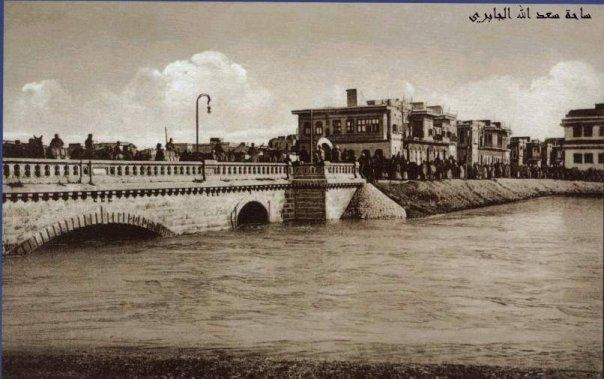
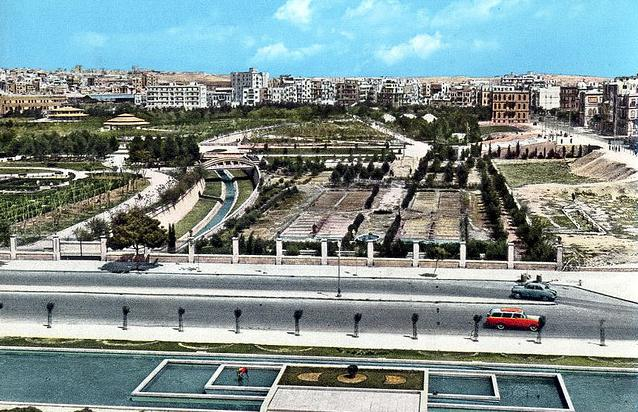
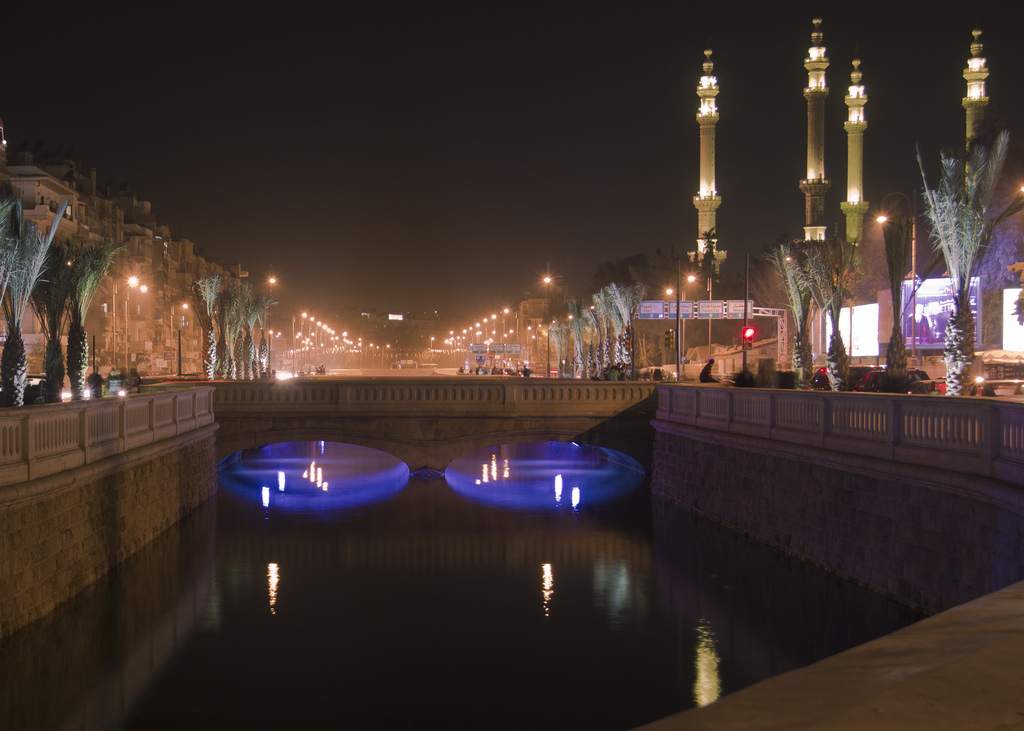

## فهرست منابع و مآخذ
- دکتر:جبرائیل، جبور، سلیمان، (الجبال والأنهار فی سوریة)  دارالعلم للملایین: سوریة، چاپ نهم، انتشار سال ۱۹۸۸ میلادی. (به عربی).
- الغزی، کامل، (نهر الذهب)  دارالفکر العربی: سوریة، چاپ یازدهم.